# Charles de la Bédoyère
Charles Angélique François Huchet, Cavaliere e Conte de la Bédoyère,  più semplicemente noto come Charles de la Bédoyère (Parigi, 17 aprile 1786 – Parigi, 19 agosto 1815), è stato un generale francese durante il regno di Napoleone.
Più volte distintosi per il provato coraggio in battaglia, ottenne tra le più alte onorificenze, tra cui la Legion d'Onore.

## Biografia
Nato da una famiglia bretone, figlio di Charles-Marie-Philippe de La Bédoyère (1751-1809) e di Félicité-Judith des Barres (1757-1817), entra in servizio militare all'età di 20 anni in qualità di sottotenente (talvolta indicato come secondo luogotenente). Due anni più tardi viene promosso aiutante di campo, prima del maresciallo Jean Lannes ed alla sua morte del generale Eugenio di Beauharnais, figliastro di Napoleone. In questo periodo viene decorato Cavaliere della Legion d'Onore e Cavaliere della Corona di Ferro. A Tudela rimane ferito alla testa, ma continua il suo impegno militare seguendo il suo comandante nella Campagna di Germania.
Si distingue per il suo coraggio nella presa di Ratisbona ma riceve un nuovo infortunio al piede durante la successiva Battaglia di Aspern-Essling, svoltasi poche settimane dopo.
Capobattaglione nel 1811, prende ancora brillantemente parte in Russia, ottenendo il grado di colonnello. Tuttavia due anni dopo un nuovo infortunio alla coscia sinistra lo costringe a tornare in Francia, dove nel novembre dello stesso anno sposa Georgine de Chastellux.
A seguito dell'abdicazione di Fontainebleau la sua famiglia, che cercava di convertirlo alle idee monarchiche, si adoperò per lui affinché ottenesse la Croce di San Luigi, che egli ricevette nel 1814. Dunque ottenne il comando del VII Reggimento di fanteria, in guarnigione a Grenoble.
Quando nel 1815 Napoleone tornò dall'esilio sull'Elba, de la Bédoyère pose il suo reggimento al fianco di Napoleone presso Tavernolles, il quale lo promosse Maresciallo di campo, Pari di Francia e Conte dell’Impero. Il generale de la Bédoyère dunque prese parte all'Armata del Nord e partecipò alla campagna in Belgio, servendo come aiutante di campo di Napoleone.

### L'ultima battaglia e la morte
Durante la Battaglia di Ligny e la seguente disfatta di Waterloo, capendo che non avrebbe potuto sperare nella concessione dell'amnistia, cercò di tornare a Parigi per rivedere un'ultima volta la moglie prima dell'esilio in Svizzera, ma venne riconosciuto ed arrestato. Fu portato in prigione il 2 agosto 1815. Accusato di alto tradimento, fu processato da un consiglio di guerra e condannato a morte. La nuova Camera uscita dalle elezioni legislative tenute il 14 agosto 1815 (composta per la maggior parte da ultras monarchici) aveva fatto arrestare circa 70.000 uomini per "delitti politici" e ne ebbe condannati oltre 6.000.
Il generale la Bédoyère fu fucilato il 19 agosto 1815 a Parigi presso Plaine de Grenelle. Lo stesso destino toccò al maresciallo Ney, eroe della campagna di Russia, che fu fucilato nel mese di dicembre dando egli stesso — secondo la leggenda — l'ordine di fare fuoco al plotone d'esecuzione.
Charles de la Bédoyère riposa nel cimitero di Père-Lachaise a Parigi.